# Ретсвиллер
Ретсвиллер (фр. Retzwiller) — коммуна на северо-востоке Франции в регионе Гранд-Эст (бывший Эльзас — Шампань — Арденны — Лотарингия), департамент Верхний Рейн, округ Альткирш, кантон Мазво. До марта 2015 года коммуна административно входила в состав упразднённого кантона Данмари (округ Альткирш).
Площадь коммуны — 4,1 км², население — 655 человек (2006) с тенденцией к стабилизации: 634 человека (2012), плотность населения — 154,6 чел/км².

## Население
Численность населения коммуны в 2011 году составляла 629 человек, а в 2012 году — 634 человека.
| 1962 | 1968 | 1975 | 1982 | 1990 | 1999 | 2005 | 2006 | 2008 | 2010 | 2011 | 2012 |
| ---- | ---- | ---- | ---- | ---- | ---- | ---- | ---- | ---- | ---- | ---- | ---- |
| 607  | 655  | 512  | 538  | 538  | 583  | 637  | 655  | 645  | 634  | 629  | 634  |

Динамика населения:

## Экономика
В 2010 году из 412 человек трудоспособного возраста (от 15 до 64 лет) 311 были экономически активными, 101 — неактивными (показатель активности 75,5 %, в 1999 году — 70,2 %). Из 311 активных трудоспособных жителей работали 282 человека (146 мужчин и 136 женщин), 29 числились безработными (15 мужчин и 14 женщин). Среди 101 трудоспособных неактивных граждан 39 были учениками либо студентами, 31 — пенсионерами, а ещё 31 — были неактивны в силу других причин.
На протяжении 2011 года в коммуне числилось 245 облагаемых налогом домохозяйств, в которых проживало 617,5 человек. При этом медиана доходов составила 21194 евро на одного налогоплательщика.

## Достопримечательности (фотогалерея)

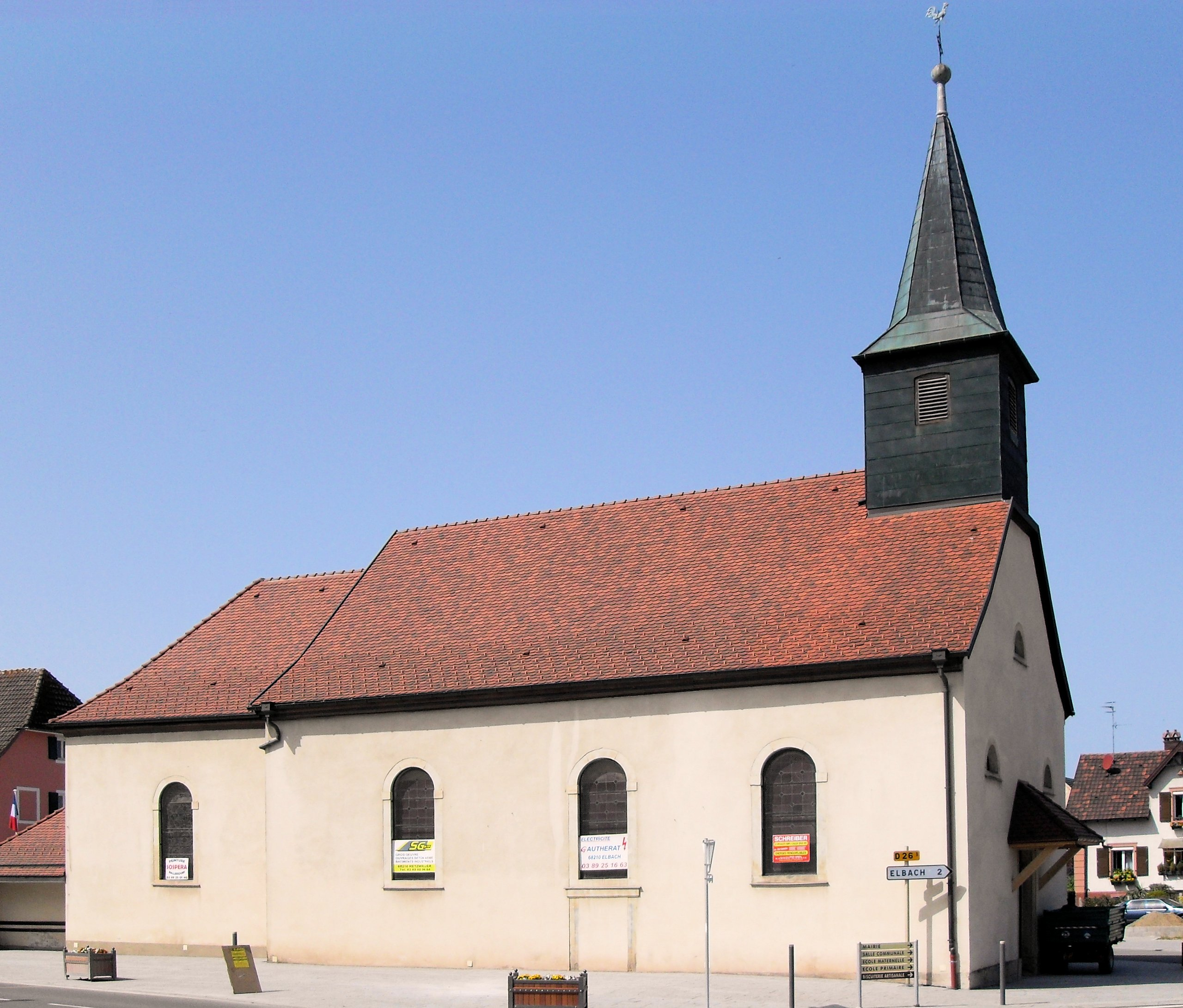
Церковь
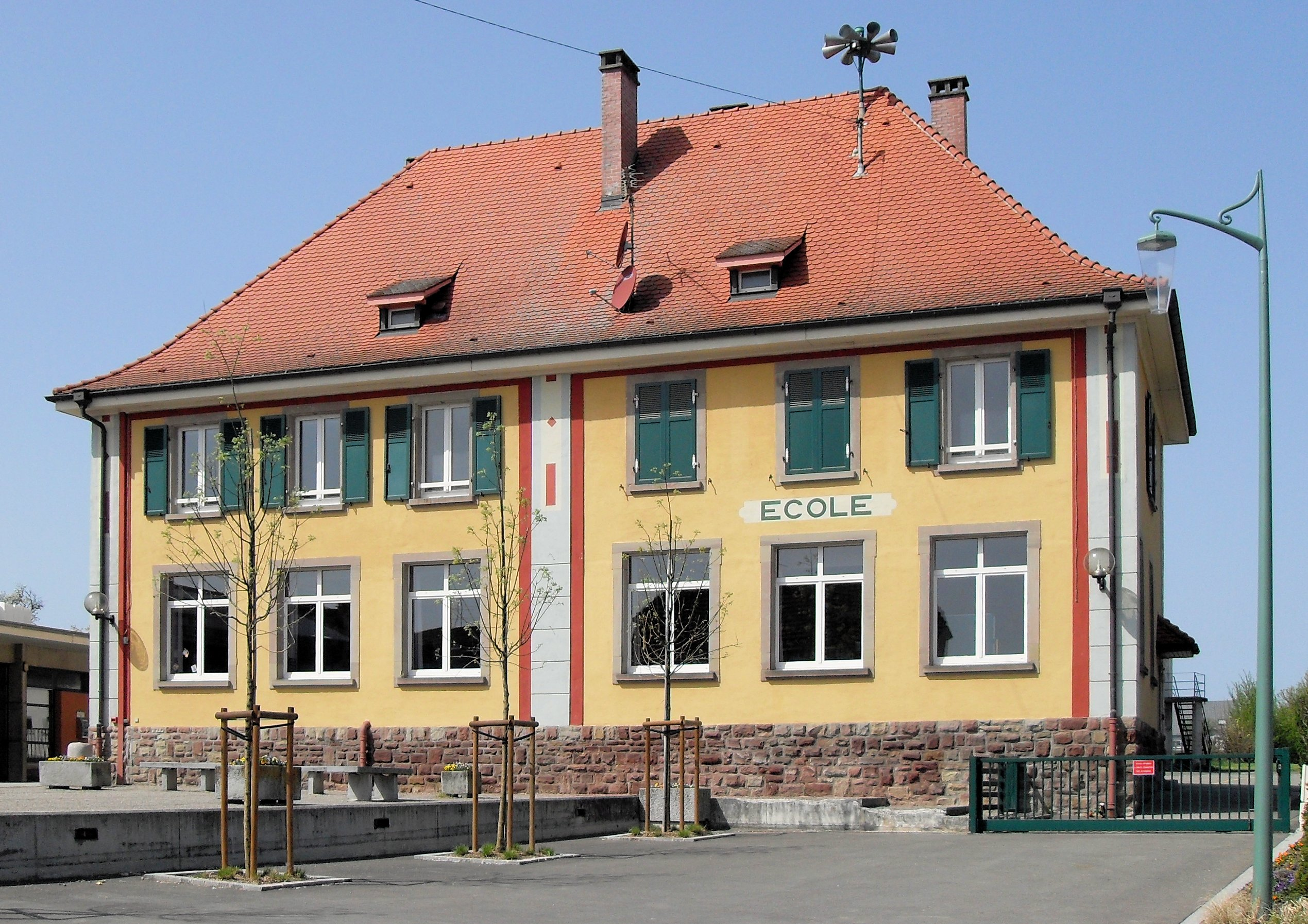
Здание школы